# Catherine Carswell
Catherine Carswell (nata Macfarlane) (Glasgow, 27 marzo 1879 – Oxford, 19 marzo 1946) è stata una scrittrice e giornalista scozzese, biografa e autrice di romanzi, una delle poche donne che prese parte al Rinascimento scozzese. Vincitrice del Premio Melrose nel 1920.
A differenza della sua controversa biografia del poeta nazionale scozzese Robert Burns, le sue prime opere – due romanzi ambientati nella Glasgow edoardiana – sono rimaste nell'ombra fino alla loro ripubblicazione dalla casa editrice femminista Virago nel 1987. La sua produzione letteraria è ora considerata parte integrante delle opere femminili scozzesi del primo XX secolo.